# 거세불안
거세불안(去勢不安, Castration anxiety) 또는 거세불안증은 프로이트 심리학의 개념이다. 남자아이가 여성도 원래 음경과 음낭이 달려있었으나 남성기를 완전거세당한 사람이라고 생각하고 자기의 음경도 제거당해 여성이 되지 않을까, 그렇게 되면 성적 쾌감을 더 이상 못느끼게 되는 것 아닐까 하는 불안을 가지는 것을 말한다.

## 같이 보기
- 남근기
- 음경선망